# Kerry (Gales)
Kerry es una localidad situada en el condado de Powys, en Gales (Reino Unido). Tiene una población estimada, a mediados de 2020, de 785 habitantes.
Está ubicada al este de Gales, a poca distancia de la frontera con Inglaterra.